# 微細構造
微細構造（びさいこうぞう、英: Ultrastructure）は、生物学の分野では生物体に見られるさまざまな構造のうちで、光学顕微鏡では判別できないくらい細かな構造のことを指す。英原語を直訳すると超構造になり、用語の対訳としては超微細構造という語があるが、現実的にはこの語が使われることが増えている。

## その意味
生物学は、顕微鏡を使うことで大幅な進歩を遂げ、顕微鏡は生物学にとって無くてはならない道具となった。生物体は大きいものも実は顕微鏡サイズの構造の積み重ねであることが判明し、微生物のように顕微鏡でなければ発見されない生物も見つかった。20世紀初期までは、顕微鏡で見分けられる限界が知識の限界であった。しかし、同時にその限界より向こうに必要な情報が存在することも分かってきていた。例えば細胞膜の存在は認められるが、それは顕微鏡では確認できないものであった。生化学や分子生物学の進歩はその構造モデルを提出しつつあったが、その裏付けは得難かった。また、微生物学の発展は、顕微鏡では見えない大きさの病原体（ウイルス）の存在を証明した。
一般の顕微鏡（光学顕微鏡）の分解能（どれだけ細かいところが見分けられるか）は理論上、光の波長と同じ100nmのオーダーであり、これでは小さなバクテリア（1マイクロメートル前後）くらいまでは見分けられるが、その細部はもう区別できない部分となる。ウイルスの場合はその存在も確認できない。この限界を打破したのが電子顕微鏡である。可視光線の代わりに電子線を用いることで、はるかに細かいものを見分けられるようになった。その理論上の分解能は0.3nmであり、原子の大きさ（直径0.1nm程度）に迫る。
生物学はそれによってウイルスを見ることができるようになったが、それ以上に驚くべきであったのは、それまで知られていたさまざまな構造に、さらに精密な内部構造が存在することが分かったことである。そこで、電子顕微鏡によってそれまでに知られていた様々な構造を見直す必要が生じ、それによって発見された構造のことを微細構造 (Ultrastructure) というようになったのである。言い換えれば、電子顕微鏡でなければ見えない構造のことである。したがって、「○○の微細構造の研究 (Ultrastructural study of ○○)」という論文の題名は、「○○を電子顕微鏡を使って調べました」とほぼ同義である。

## その影響
微細構造が見られるようになったことによる影響の一つは、分子生物学と細胞学との結び付きにも現れる。分子生物学の進歩は生物学を大きく変えたが、光学顕微鏡によって得られる細胞像は、分子レベルとはスケールの差があまりに大きく、細胞の構造と結び付けるのが難しかった。微細構造はそのレベルの差を大きく減らし、直接に分子からなる構造を認められる。細胞膜の構造モデルや筋収縮の機構の研究などはこのよい例である。
電子顕微鏡の光学顕微鏡に対する利点の一つは、上記のような、圧倒的な分解能の差にあり、これは特に透過型電子顕微鏡の得意分野である。しかし、もう一つ、表面構造の見やすさも挙げなければならない。走査型電子顕微鏡は対象物の表面に電子線を当て、その表面の非常に立体的な像をもたらした。これは、実は光学顕微鏡の非常に苦手な分野であった。立体的に表面を見るのは双眼実体顕微鏡によるのであるが、これは倍率がせいぜい100倍程度にしかならず、しかもそれほど細部が明確に見えない。それ以上細かいものは通常の光学顕微鏡によるが、こちらは立体的映像をもたらすようにはなっていない。したがって、細胞表面の構造などは走査電子顕微鏡を使って初めて見つかったものが結構あり、これらはそれほど小さいものではなくとも微細構造と呼ばれることがある。

## 代表例
あらゆるものに対して電子顕微鏡を使えば細かい部分が見えるのであるから、個々に挙げる意味は余りないと思われるが、歴史的に重要と思われるものをいくつか挙げる。

### 細胞膜と生体膜系
動物細胞の表面に外界との仕切りとなる膜が存在することは想定されていたが、顕微鏡では見分けられないものであった。植物細胞の場合、外側には厚い壁状の膜が確認でき、これを細胞膜と呼んだが、その内側にさらに薄い膜があることは原形質分離などの現象から想定されていた。この膜は原形質膜と呼ばれた。いずれにせよ、細胞膜も原形質膜も光学顕微鏡で確認するには薄すぎた。
電子顕微鏡で細胞膜が確認できたのは1950年代になってからである。
細胞膜が二重膜構造になっていることは、それ以前からも仮説としては言われていたが、それが確認されたことから、膜構造についてより詳しい研究が行われるようになった。さらに、小胞体や核膜など、細胞器官にはほぼ同じ構造の膜から構成されたものがいくつもあることが分かり、それらは共通した生体膜という構造として理解されるようになった。
同時に、細胞質がそれまでの想像以上に複雑な構造を持っていることが明らかとなった。それまでは細胞内は核及び、主要な細胞器官とそれを含む比較的均質な細胞質基質からなると考えられ、これをまとめて原形質と呼んだが、この言葉もあまり使われなくなった。

## 筋収縮
筋収縮の機構に関しては、成分的にはアクチン、ミオシンの二種の蛋白質が関与し、ATPがエネルギー供給源として消費されることが分かっていた。また、顕微鏡観察により横紋筋で明暗の帯が区別でき、収縮の際には明るい帯の幅が狭まることが知られていた。しかし、それ以上の具体的な仕組みは分からなかった。しかし電子顕微鏡ではそこに繊維状の構造が並んでいる事が確認でき、滑り説の重要な支持を与えることになった。

## 鞭毛と繊毛・微小管

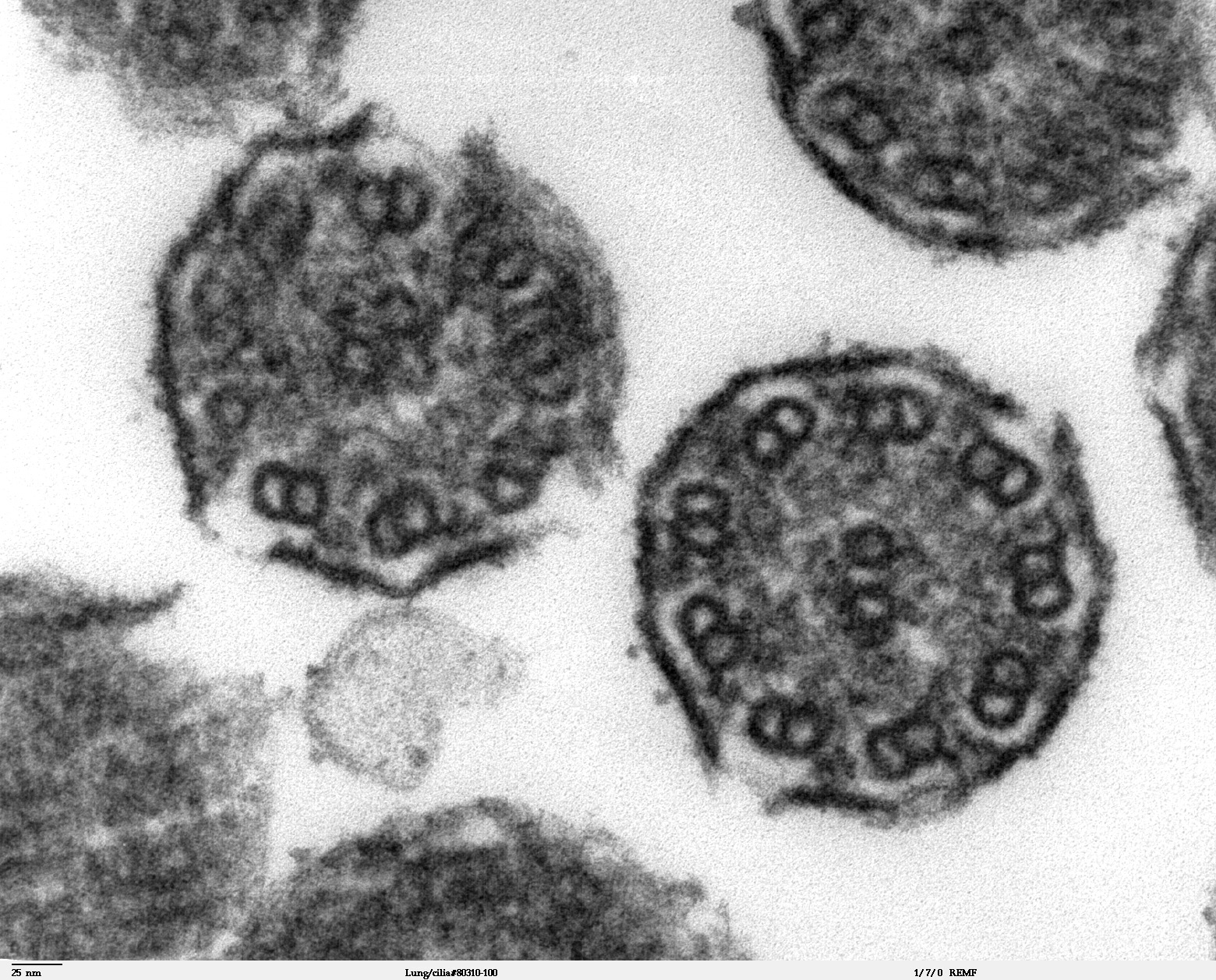
ヒトの肺の繊毛の断面。"9+2"が見て取れる。

鞭毛と繊毛はいずれも微生物の代表的な運動器官として認められ、その動く仕組みには多大な関心が向けられていたが、全く分かっていなかった。電子顕微鏡によってその断面図が得られた時、そこに見られた構造はだれも予想しなかったものであった。そこに見られる構造は9＋2構造と呼ばれ、それを構成する管状のものは微小管と呼ばれるようになった。その後、中心体も類似の構造からなることが発見され、紡錘体や細胞骨格など、細胞内の現象のあちこちで微小管が大きな役割を演じていることが明らかとなった。

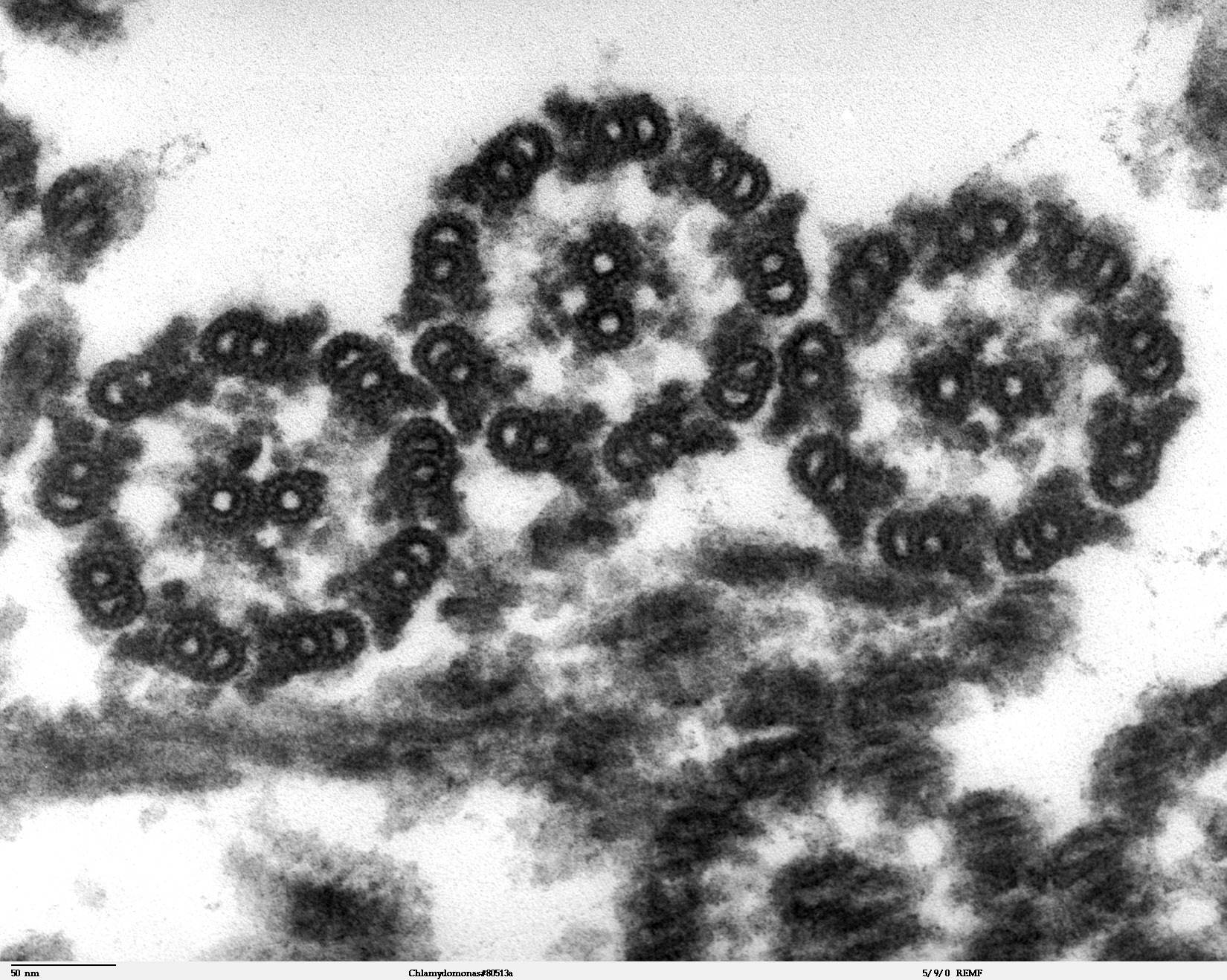
緑藻クラミドモナスの鞭毛断面。繊毛と同じ9+2構造が見える。

また、鞭毛と繊毛の二つの区別ははっきりしているものと考えられ、多細胞動物のものは繊毛と認められていた。しかし、電子顕微鏡によってそれらの断面像が得られた時、そこにはどちらにも全く同じ構造が発見された。このことから、鞭毛と繊毛が根本的に別のものであると見なされなくなった。

## 細胞分裂
それまでは細胞分裂には有糸分裂と無糸分裂の二つがあると考えられていた。動物や高等植物の分裂では染色体が出現すると同時に核膜が消失し、分裂装置が形成されるが、原生生物の場合、核膜が消失しない例が少なくない。それらは核がくびれて分裂する無糸分裂とされていた。しかし、分裂期の核内の構造が判明するにつれ、それらの多くの場合に核膜内で染色体が形成されるなど、有糸分裂と同等の現象が起こっていることが判明した。現在では無糸分裂と言われているのはほんのわずかの例があるに過ぎない。

## 細胞表面の構造

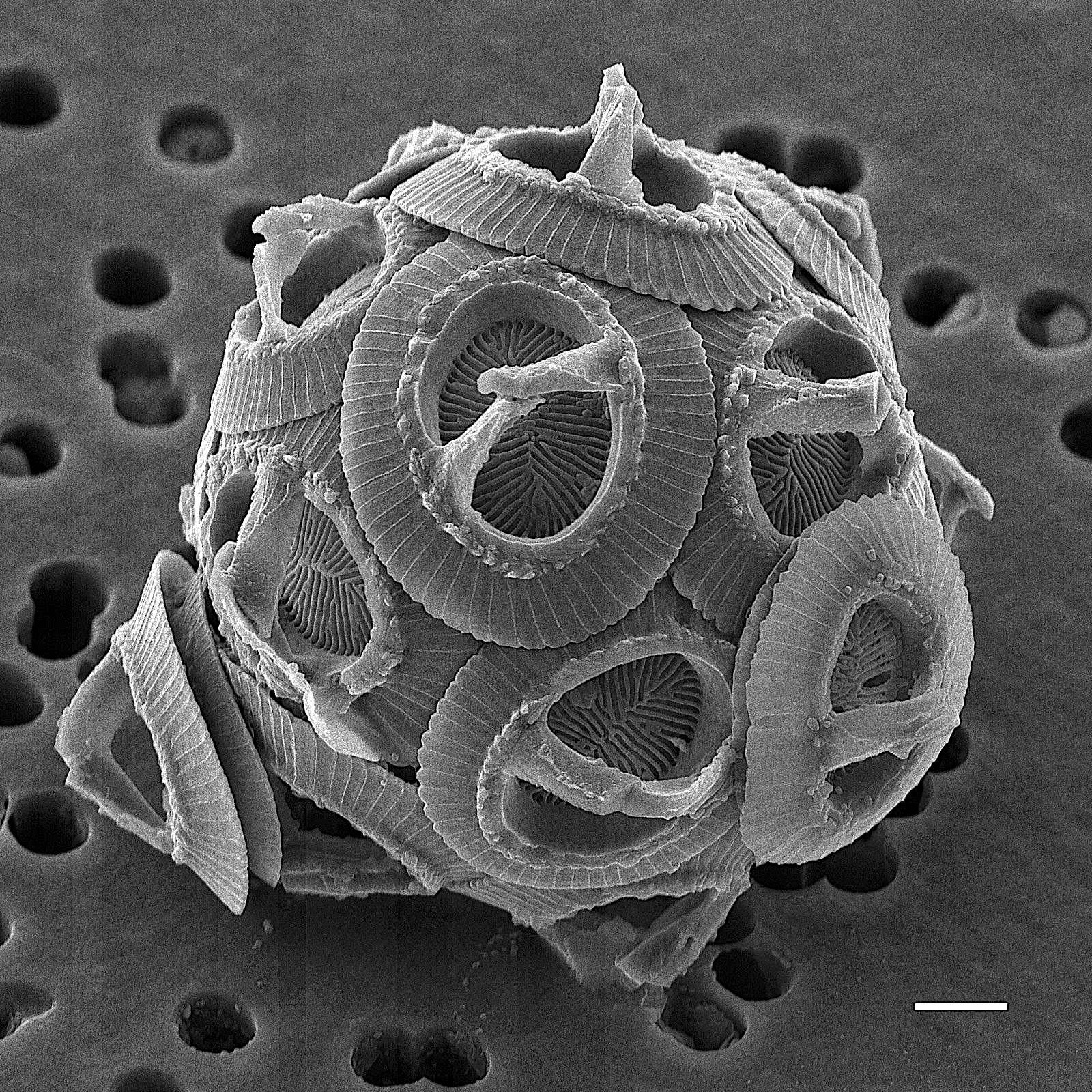
円石藻の走査電顕写真

特に原生生物の場合、微小な藻類などでは細胞の表面に鱗状などの構造を持つ例がある。それらは光学顕微鏡では確認できないか、かすかに認められる程度の大きさしかない。走査電子顕微鏡の下では、その立体構造が観察できる。たとえば円石藻類や、ケイソウ類の殻表面の点刻などもこのような対象である。